# Burnin' (sång)
Burnin' är en låt från 1997 av Anders Melander framförd av Cue i TV-serien Glappet. Den fick en Grammis för "Årets låt 1997". Då den var på engelska var det första gången detta pris gick till en sång som inte var på svenska.
På singellistorna nådde den som bäst första plats i Sverige, fjärde plats i Norge och tredje plats i Finland.
Melodin låg på Trackslistan i 13 veckor under perioden 27 september 1997-3 januari 1998, och toppade även listan.

## Listplaceringar
| Lista (1997-1998) | Position |
| ----------------- | -------- |
| Finland           | 9        |
| Norge             | 4        |
| Sverige           | 1        |

### Fotnoter
1. ↑  ”Grammis”. Arkiverad från originalet den 17 mars 2012. https://web.archive.org/web/20120317055524/http://www.ifpi.se/wp/wp-content/uploads/100428-lc-vinnare-genom-%C3%A5ren.pdf. Läst 1 maj 2011.
2. ↑  Finnishcharts - Burnin på den finländska singellistan
3. ↑  Norwegiancharts - Burnin på den norska singellistan
4. ↑  Swedishcharts - Burnin på den svenska singellistan Arkiverad 12 december 2007 hämtat från the Wayback Machine.